# Svedala station
Svedala station är en järnvägsstation på Ystadbanan som trafikeras av Pågatågen mellan Malmö C och Ystad–Simrishamn.

## Historik
Svedala station har tidigare varit en järnvägsknut där den numera nedlagda linjen Lund–Trelleborgs Järnväg (LTJ) korsade Ystadbanan. 
I slutet av 1860-talet enades godsägarna i trakten om att bygga en järnväg mellan städerna Ystad och Malmö. Till en början hade Svedala inga planer på någon järnvägsstation. Men 1872 började också bygget av järnvägen mellan Lund och Trelleborg. När den banan hade nått fram till Svedala insåg man att det skulle vara lättare att ha en gemensam station med Ystadbanan och valde ett läge för stationen söder om gården Stora Svedala. Järnvägarna stod klara 1874 respektive 1875.

### Järnvägshotellet
Järnvägshotellet byggdes samtidigt som det första stationshuset 1875. Huvudentren var i mitten. Från början var byggnaden vitputsad. Men de senare åren det blev rött tegel. Bredvid låg en byggnad som kallades Svedala Win & Spirituosa handel.
Från första början var Gästgivaregården ett annat namn för hotellet. Man har bytt namn på byggnaden flera gången, men Svedalagården var namnet de sista åren.

### Expansion
1882 anlade Åbjörn Andersson och Per Hansson ett gjuteri med verkstad för tillverkning av jordbruksmaskiner vid stationen. Platsen var gynnsam tack vare de två järnvägslinjerna. Det tidigare lantliga Svedala blev nu ett stationssamhälle.
Verkstaden finns kvar på samma tomt vid Svedala station, men är idag uppköpt och känt som Sandvik SRP. 

### Nytt stationshus
Ett nytt stationshus byggdes 1894 för att det gamla var för litet. Troligtvis ökade befolkningen under dessa år tack vare att Åbjörns verkstad gav jobb.